# الن پیز
آلن پیز مدرس و نویسنده ساکن استرالیا که با کتاب‌های خود در حوزه روانشناسی (زبان بدن و غیره) شهرت جهانی دارد. او پدیدآورنده ۱۵ کتاب در حوزه زبان بدن و ارتباطات می‌باشد. آلن پیز مدیر عامل یک شرکت مشاوره مدیریت در سیدنی استرالیا است. او به تهیه و تولید کتاب‌ها، فیلم‌هایی می‌پردازد که سازمان‌های بی شماری در سراسر جهان از آن‌ها استفاده می‌کنند تا مهارت‌های ارتباطی کارکنان خود را بهبود دهند.
الن پیز همراه همسرش باربارا، کتاب‌های مشترک را منتشر کرده‌است. او از ۴ سرطان جان سالم به در برده‌است و تاکنون دو بار به ایران سفر کرده‌است.

## تجارت پیز
بیش از سی سال موسسه Pease International به آموزش مهارت های ارتباطی، زبان بدن، و روش های فروش و مذاکره به دولت ها، شرکت ها و مردم تقریباً در هر کشور از تمام دنیا انجام داده است.
این زن و شوهر با چهار دهه مطالعات و تجربه، یعنی باربارا و آلن پیز، تبدیل به دو نفر از متخصصان زبان بدن در سطح جهان شده اند.به عنوان نویسنده در زمینه ارتباطات بین‌المللی، این زن و شوهر شروع به ارائه و برگزاری کارگاه ها و سمینارهای خصوصی و عمومی برای متخصصان پیشرو (و آینده) در جهان ارائه می دهند. بایگانی‌شده  در ۲۳ فوریه ۲۰۱۹ توسط Wayback Machine

### کتاب‌ها
- زبان بدن (۱۹۸۱)
- Signals (1984)
- Talk Language (1985, with Allan Garner)
- Write Language (1988, with Paul Dunn)
- Questions Are The Answers (2000)
- چرا مردان گوش نمی‌دهند و زنان نمی‌توانند نقشه بخوانند  (۲۰۰۰)
- The Ultimate Book of Rude and Politically Incorrect Jokes (2001)
- Why Men Can Only Do One Thing at a Time & Women Never Stop Talking (2003, with Barbara Pease)

(اين كتاب با نام «زنان و مردان با هم برابرند؟ اصلا چنین نیست» با ترجمه بيژن و پگاه پايدار توسط انتشارات نقد افكار منتشر شده است)
- Why Men Don't Have A Clue & Women Always Need More Shoes (2005, with Barbara Pease)

(اين كتاب با نام «چرا مردها سردرگم هستند و زن‌ها به دنبال کفش‌های بیشتر» با ترجمه ثريا شريفي توسط انتشارات نسل نوانديش به چاپ رسيده است)
- چرا مردان دروغ می‌گویند و زنان گریه می‌کنند (۲۰۰۶، with Barbara Pease)
- The Definitive Book of Body Language (with Barbara Pease) (2006, a revision of the 1981 Body Language")
- Easy Peasey: People Skills For Life (2007, with Barbara Pease)
- چرا مردان به سکس و زنان به عشق نیاز دارند (۲۰۰۹)
- Body Language in the Workplace (2011, with Barbara Pease)
- Body Language of Love (2012, with Barbara Pease)